# نویبولاخ
شهر نویبولاخ (به آلمانی: Neubulach) در ایالت بادن-وورتمبرگ در کشور آلمان واقع شده‌است.